# Santo Sfameni
Santo Sfameni inteso "il patriarca" o "l'imprendibile" (Saponara, 1928 o 1929 – gennaio 2012) è stato un imprenditore e mafioso italiano, considerato uno dei principali referenti di cosa nostra tra Messina, Villafranca Tirrena e le zone limitrofe.

## Biografia
Pur non essendoci dati pubblici sulla sua data di nascita, è possibile dedurre quantomeno l'anno di nascita, poiché in molte fonti si fa riferimento all'età in cui morì nel 2012, ovvero 83 anni.
Don Santo Sfameni lavorò come infermiere fino alla metà a fine anni 70 presso l'ospedale Regina Margherita di Messina. La commissione antimafia ha fatto rivelare in una relazione come nel periodo in cui lui lavorava come infermiere, dall'ospedale Margherita di Messina passarono numerosi esponenti di spicco della criminalità organizzata siciliana e calabrese, tra cui Francesco Paolo Bontate (boss del quartiere di Santa Maria di Gesù, a Palermo) che morì in tale ospedale e Girolamo Piromalli (capobastone della 'Ndrangheta di Gioia Tauro), senza che tuttavia sia stata accertata una correlazione tra il suo incarico di infermiere e la degenza dorata di quest'ultimi.
Intorno agli anni 80 si dedicò all'imprenditoria, in particolare edilizia, attraverso la fondazione dell'impresa "Le.Ni" che realizzerà buona parte dell'espansione edilizia delle zone comprese tra Villafranca e Torregrotta.
Diversi collaboratori di giustizia si pronunciarono su di lui, definendolo “intermediario o anello di congiunzione tra Cosa Nostra e alcuni magistrati”. Si dice che organizzasse nel suo casale di campagna dei summit mafiosi tra membri di cosa nostra (in particolare palermitana e messinese) ed esponenti della politica o della magistratura. Il pentito Angelo Siino, soprannominato "ministro dei lavori pubblici di cosa nostra" affermò di essersi incontrato con Sfameni per discutere di appalti pubblici nelle zone di Villafranca Tirrena. Come ulteriore prova, il pentito Antonio Cariolo ha parlato nel corso di una sua deposizione della latitanza, coperta dallo Sfameni, del boss Carlo Greco, braccio destro di Pietro Aglieri al capo della cosca di Santa Maria di Gesù a Palermo.
Secondo il pentito Salvatore Giorgianni anche Nitto Santapaola si era recato nella masseria di Don Santo Sfameni.
Ma far visita a ‘don Santo’ erano soprattutto i reggenti della criminalità messinese: Mario Marchese, Luigi Sparacio, Giorgio Mancuso, Domenico Di Blasi, Domenico Cavò, Pippo Leo, Placido Cambria e Marcello D’Arrigo. Stando a quanto dichiarato alla Questura di Messina da Giuseppe Sorbera, fratello del pluripregiudicato Mario e per anni al servizio dello Sfameni nella gestione dei cavalli, molte persone si recavano nella masseria soprattutto per rendergli omaggio. Tra questi, ricorda i fratelli Rizzo, Letterio e Rosario (ex alleati del clan Cariolo durante la guerra di mafia che si verificò a Messina negli anni 80) i quali avevano riferito allo Sfameni di essere a capo di un nutrito gruppo di persone e che, per qualsiasi necessità, poteva contare su di loro.
Nel 1985 è complice dell'omicidio di Graziella Campagna, avendo protetto i mafiosi palermitani Gerlando Alberti Junior (nipote del boss Gerlando Alberti senior) e Giovanni Sutera che compirono l'omicidio sui colli San Rizzo, poiché la ragazza aveva trovato dei documenti compromettenti.
Tra i collaboratori che parlarono di lui c'è anche Luigi Ilardo (cugino di Giuseppe Madonia, boss legato a Totò Riina), che diede alle forze dell'ordine delle indicazioni su dove scovare Sfameni durante la sua latitanza nella frazione messinese di San Saba. Sfameni venne poi arrestato nel 1994 dopo 8 mesi di latitanza. 
Dopo qualche anno venne coinvolto nell'inchesta "Witness" insieme al bagherese Michelangelo Alfano ed al boss messinese Luigi Sparacio. Nel 1999 scatta il suo arresto in merito a tale inchiesta, e gli vengono sequestrati beni per un valore complessivo di 15 milioni di euro.